# Condado de Regalados
El condado de Regalados es un título nobiliario portugués concedido por el rey Felipe III de Portugal, a favor de Pedro Gómez de Abreu y Lima, IX señor de Regalados.
La denominación del título hace referencia al lugar de Pico de Regalados en Portugal.

## Primeros titulares
|                                     | Titular                             | Periodo                             |
| Creación por Felipe III de Portugal | Creación por Felipe III de Portugal | Creación por Felipe III de Portugal |
| ----------------------------------- | ----------------------------------- | ----------------------------------- |
| I                                   | Pedro Gómez de Abreu y Lima         | 1641-1642                           |
| II                                  | Leonel de Abreu y Lima              | 1642-1650                           |
| III                                 | Francisco Gómez de Abreu y Lima     | 1650-¿?                             |
| IV                                  | Gaspar Gómez de Abreu               | ¿?-¿?                               |
| V                                   | Juan Gómez de Abreu y Lima          | ¿?-1691                             |
| VI                                  | Inés María Gómez de Abreu y Lima    | 1691-1719                           |

## Historia de los condes de Regalados
- Pedro Gómez de Abreu, y Lima (Vila Verde, 1588-Madrid, 1 de noviembre de 1642), I conde de Regalados,[3] IX señor de Regalados en Portugal, mayorazgo de Coucieiro, patrono de la iglesia-abadía de Rossas y caballero de la Orden de Alcántara.[4]  Al pasarse a España con su familia el 27 de enero de 1641 fue recibido por la nobleza cortesana, entre ellos, Francisco de Castro, conde de Lemos (luego virrey de Aragón)[5] y Luis Méndez de Haro, marqués del Carpio, además de muchos otros grandes de España.[6] Era hijo de Leonel de Abreu, VIII señor de Regalados en Portugal, y de Inés Pereira de Lima.[7]

Casó en Galicia con Ana de Brito y Castro. De su matrimonio nacieron seis hijos: Leonel, Francisco, Gaspar, Juan (João en Portugués), Inés María y Catarina, todos ellos, con la excepción de Caterina, sucedieron en el condado de Regalados. Caterina contrajo matrimonio con su tío paterno, Antonio Gómez de Abreu y Lima y fueron sus descendientes los que sucedieron en el condado después de la muerte de Inés María. Sucedió su hijo:
- Leonel de Abreu y Lima (Galicia, c. 1610-Madrid, 20 de abril de 1650), II conde de Regalados.[10] Hombre de confianza del rey Felipe III de Portugal, se incorporó a la corte en 1640.[10]

Soltero, sin descendencia, le sucedió su hermano:
- Francisco Gómez de Abreu y Lima (Galicia, 1613, bautizado en la parroquia de Longos Vales, municipio de Monção el 12 de marzo de 1613-Madrid, ¿?), III conde de Regalados.[12]

Casó con María Gómez de Sandoval-Rojas y Córdoba, hija de Diego Gómez de Sandoval-Rojas y la Cerda y de su segunda esposa, Mariana de Castilla y Córdoba, viuda de Baltazar de Mendoza Guzmán y Rojas, V conde de Orgaz. Fueron padres de Mariana de Abreu y Lima Sandoval, fallecida en su juventud. Le sucedió su hermano
- Gaspar Gómez de Abreu y Lima (Galicia, c. 1615-¿?), IV conde de Regalados,[12] miembro del consejo privado del rey, fiscal de la Real Hacienda y oficial de justicia de las tres órdenes militares portuguesas.[12]

Estuvo prometido con su sobrina Mariana, hija de su hermano Francisco, pero ella falleció antes de que celebrara la boda y él falleció soltero sin descendencia. Sucedió su hermano:
- João Gómez de Abreu y Lima (baut. Longos Vales, municipio de Monção, 19 de febrero de 1621-1691), V conde de Regalados,[14] caballero de la Orden de Santiago, sirvió en el ejército de Flandes.[14]

Casó con su sobrina, Inés de Vilaragut y Abreu (m.1684), hija de su hermana Inés María. Sin descendencia, sucedió su hermana:
- Inés María Gómez de Abreu y Lima (baut. Longos Vales, municipio de Monção, 11 de noviembre de 1626-Madrid, 1 de diciembre de 1719), VI condesa de Regalados,[14] dama de honor de las reinas Isabel de Francia y de  Mariana de Austria.[15]

Casó el 28 de febrero de 1650, en la capilla real del Palacio del Buen Retiro, Madrid, con Jorge de Vilaragut y Sanz, II conde de Olocau y I marqués de Llaneras. Fueron los padres de Inés de Vilaragut y Abreu, casada con su tío materno, el V conde de Regalados, sin descendencia.
A la muerte de Inés María Gómez de Abreu y Lima, sucedieron los descendientes de Caterina, hermana de Inés e hija del primer conde de Regalados. «De haber sobrevivido apenas siete años más, el sobrino carnal y nieto a la vez del primer Conde de Regalados, hubiese visto a su hijo como VII Conde de Regalados, o lo hubiese sido él mismo».  El título sigue vigente en Portugal.